# Jヴィレッジ駅
Jヴィレッジ駅（ジェイビレッジえき）は、福島県双葉郡楢葉町大字山田岡字下岩沢にある、東日本旅客鉄道（JR東日本）常磐線の駅である。
2019年（平成31年）4月20日に開業した。平成の日本において最後に開業した鉄道駅となった。また、日本で唯一の「ヴ」がつく駅でもある。
当駅と隣の木戸駅との間は、常磐線のいわき - 岩沼間で唯一の3キロメートル以下の隣接駅であると同時に、初乗り150円で行くことができる区間でもある。

## 歴史

### 建設の経緯
Jヴィレッジは、東京電力の出資により広野町と楢葉町にまたがって設置された日本初のサッカー向けナショナルトレーニングセンターであったが、福島第一原子力発電所事故を受けてその収束に向けた作業のための拠点として使われていた。広野町、楢葉町ともに事故により全町避難となっていたが、広野町は2012年（平成24年）4月に、楢葉町は2015年（平成27年）9月に避難指示が解除された。避難指示解除を受けて復興を進めていくにあたり、双葉郡を象徴する施設であるJヴィレッジをサッカー用途で復旧することになり、2018年（平成30年）夏の一部使用再開、そして2019年（平成31年）の全面再開を目指して工事が進められることになった。
従来は駅から距離があるために、Jヴィレッジへはバスを利用していたが、利便性を向上させる目的でJヴィレッジ付近への駅の新設を双葉地方町村会から福島県に対して2017年（平成29年）11月に要望し、駅設置へ向けて動き出した。
2017年（平成29年）12月22日、JR東日本、福島県、双葉地方町村会が、常磐線の新駅を設ける構想を巡り、JR東日本は設置に向けた検討に入ることを決め、要望していた地元自治体側と覚書などを交わした。2018年（平成30年）2月までに調査結果をまとめ、新設するかどうかを最終判断するとした。3者は調査検討に関する協定書も締結。福島県によると、具体的な場所、事業費、工期など調査結果として示される見通しとした。
2018年（平成30年）3月28日に国土交通省東北運輸局が、仮称Jヴィレッジ駅の設置に伴う事業基本計画の変更を認可した。また、双葉地方町村会と福島県、JR東日本が同日、駅建設に関する基本協定書を取り交わした。Jヴィレッジ周辺の地形などを調査した結果、開設可能と判断した。基本協定により、駅の整備事業費約15億円を3者が3分の1ずつ負担することになり、駅前広場の整備費用は楢葉町が負担することとされた。当面は、イベントなどにあわせて列車が止まる「臨時駅」として運用される予定で、ダイヤは今後検討するとした。
2018年（平成30年）5月22日に現地において起工式が行われた。
同年10月11日、JR東日本は正式駅名を「Jヴィレッジ駅」に決定したことを発表した。同社管内でアルファベットがつく駅名は初となる。
同年12月14日、JR東日本は2019年（平成31年）3月ダイヤ改正に関するニュースリリースの中で、開業時期が「2019年4月頃」となる見込みを公表、2019年（平成31年）1月23日にJヴィレッジの全面再開が同年4月20日となることが発表され、駅もこれに合わせて同日開業することが明らかになった。
2019年（平成31年）4月20日、8時16分着（所定8時14分着）の常磐線下り・水戸駅発富岡駅行き普通列車より営業を開始した。

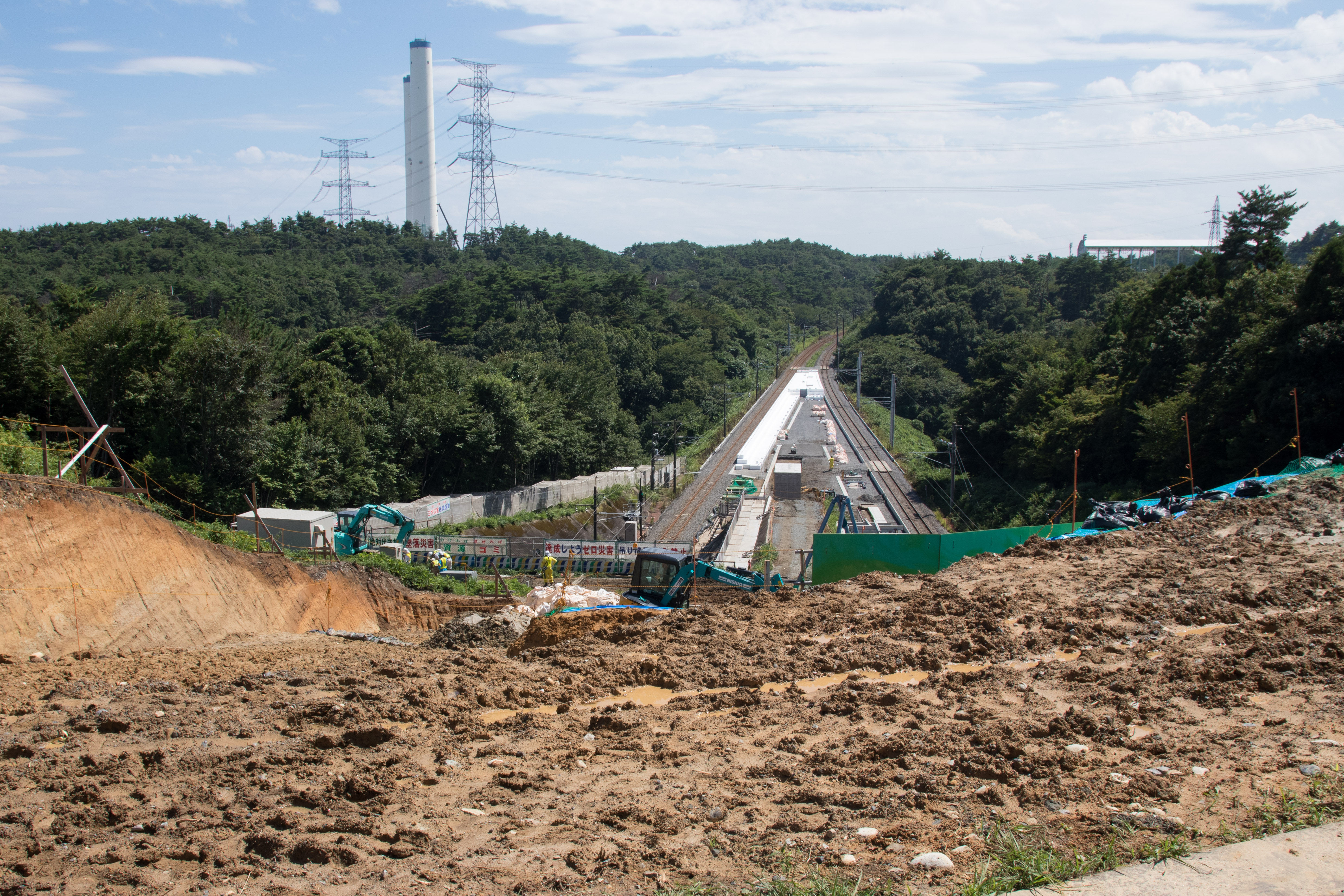
建設中のJヴィレッジ駅（2018年8月）

### 開業記念イベント
2019年（平成31年）4月20日の駅開業に合わせて、各種イベントや記念品の販売が行われた。
- 記念入場券の発売。
- 新駅開業記念駅弁などの発売。
- ヘッドマーク掲出列車の運行。
- ご当地キャラと記念撮影。
- イベント開催に合わせた、定期列車の臨時停車および臨時列車の運転。
- 一部の編成車両変更。

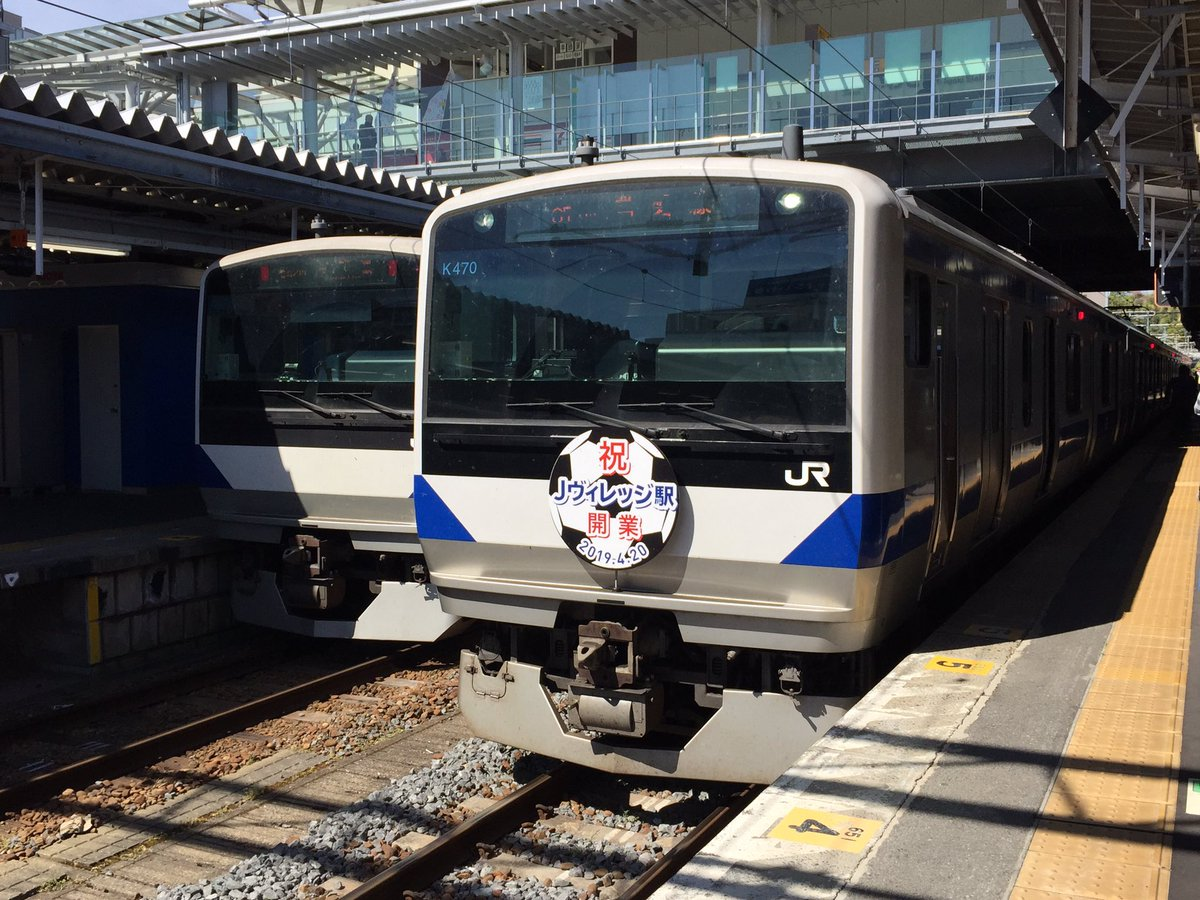
Jヴィレッジ駅開業記念ヘッドマークをつけた列車（2019年4月）

### 年表
- 2017年（平成29年）
  - 11月9日：双葉地方町村会から福島県に対してJヴィレッジ付近の新駅設置を要望[2][新聞 9]。
  - 12月22日：JR東日本は設置に向けた検討に入ることを決め、要望していた地元自治体側と覚書などを交わした[新聞 4]。
- 2018年（平成30年）
  - 3月28日：国土交通省東北運輸局が当駅の設置を認可[報道 1]。双葉地方町村会、福島県、JR東日本が基本協定書を締結[新聞 6]。駅の開設を正式に決めた[新聞 5]。
  - 5月22日：起工式[新聞 8]。
  - 10月11日：駅名を「Jヴィレッジ駅」に決定[報道 3]。
- 2019年（平成31年）
  - 4月17日：開業に先立ち報道陣に公開[新聞 10]
  - 4月20日：臨時駅として開業[新聞 2][新聞 3]。
- 2020年（令和2年）3月14日：常設駅に昇格[報道 6][報道 7][新聞 11][新聞 12]。東京近郊区間に編入され、ICカード「Suica」の利用が可能となる[報道 8]。
- 2024年（令和6年）10月1日：えきねっとQチケのサービスを開始[1][報道 9]。

## 駅構造
常磐線と県道広野小高線が交差する位置の南側に駅が設けられる。常磐線は県道広野小高線と単線トンネル並列で交差しており、軌道間にスペースがあることから、ここに単式ホーム2面を設置した構造となる。なお、2面の単式ホームは南端でつながっており、上空から見るとV字型にホームが設けられる形となっている。ホームは特急も停車可能な10両分（215メートル）の長さがあり、車いすでもスロープとエレベーター（11人乗り）で円滑に乗降できる。駅舎やホームに強化発泡スチロールのブロック5550個を使う工法で工期を短縮し、2018年（平成30年）5月の着工から11か月後の2019年（令和元年）4月に完成した。
ホーム上にはサッカー日本代表がFIFAワールドカップや五輪で優勝した際にトロフィーのレプリカを飾れる台座が設置される。臨時駅時代の営業日のホームではサッカー日本代表の応援で多用される「アイーダ 凱旋行進曲」が流れていた。2020年（令和2年）には、階段やホーム照明に、サッカー日本代表に関連するデザインの装飾がなされている。
いわき統括センター（いわき駅）管理の無人駅である。駅舎はJヴィレッジの東側の入り口まで170メートルの、県道広野小高線に面した楢葉町側にある。出入口に簡易Suica改札機と乗車駅証明書発行機、運行情報を伝えるディスプレイが設置されている。窓口もあるが通常時は無人でシャッターが閉まっている（多客期やイベント開催時のみ営業する）。ホームと駅舎との間の高低差は約20メートルあり、エレベーターと階段、スロープにてホームと連絡する。駅前広場は約400平方メートルを予定している。

### のりば
開業当初は番線番号の設定がなかったが、常設化までに設定がなされた。
| 番線 | 路線    | 方向 | 行先                   |
| ---- | ------- | ---- | ---------------------- |
| 1    | ■常磐線 | 上り | いわき・水戸・上野方面 |
| 2    | ■常磐線 | 下り | 原ノ町・仙台方面       |

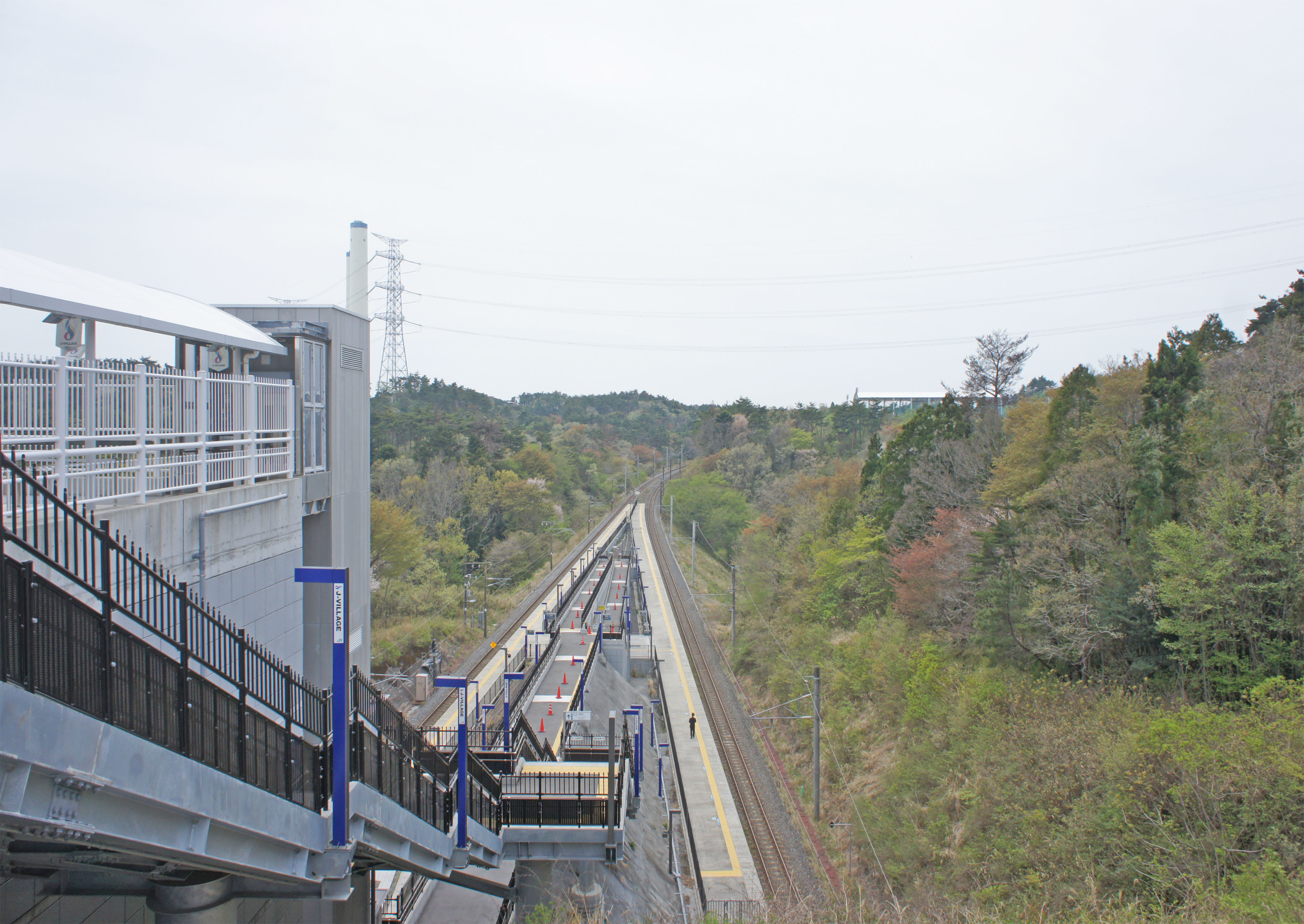
ホーム（2022年4月）
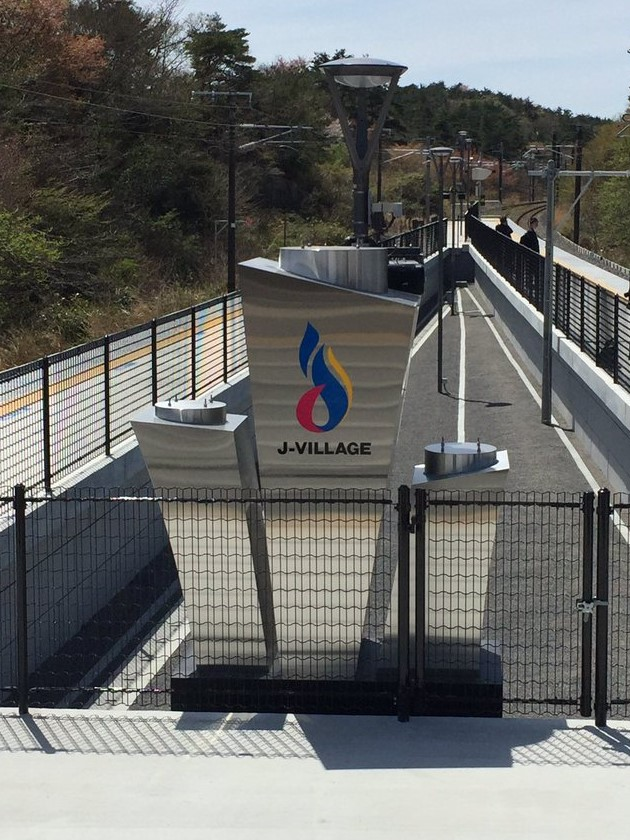
優勝トロフィー台座（2019年4月）

## 隣の駅
東日本旅客鉄道（JR東日本）
■常磐線
広野駅 - Jヴィレッジ駅 - 木戸駅
※イベント開催時には特急「ひたち」が臨時停車する場合がある。